# Sanday (Orkney)
Sanday is een eiland in de Atlantische Oceaan, behorend tot de Orkneyeilanden. Het eiland is het op drie na grootste eiland na South Ronaldsay en Rousay. Op het eiland wonen 478 mensen, waarvan de meeste in de plaatsjes Lady Village en Kettletoft wonen. Sanday heeft een veerverbinding met Kirkwall, op Mainland. 

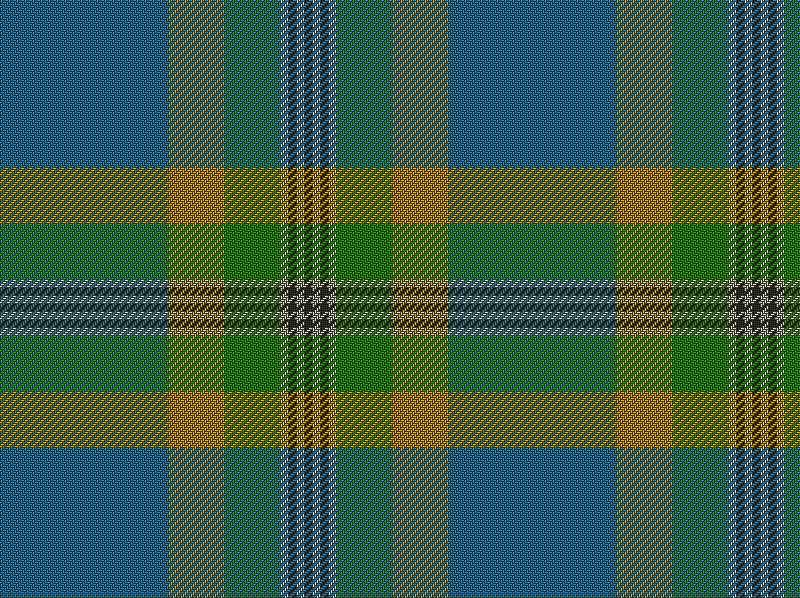
Tartan van Sanday

De naam Sanday betekent in het Oudnoors zandeiland, en de niet-officieel door de lokale overheid erkende streektartan staat dan ook voor de zee, de zandstranden, de weilanden en vuurtoren 'Star Point'